# Departamentul Treinta y Tres
Departamentul Treinta y Tres este un departament din Uruguay. Capitala sa este Treinta y Tres. Este situat în estul țării, având graniță cu departamentele Cerro Largo la nord, Durazno și Florida la vest, Lavalleja și Rocha la sud, în timp ce la est este lacul Laguna Merín care îl separă de extremitatea cea mai sudică a Braziliei.

## Istorie
Când a fost semnată Prima Constituție a Uruguayului în 1830, mare parte din teritoriul acestui departament era inclus în departamentul Cerro Largo, unul dintre cele nouă departamente originale ale Republicii. În 1853, în sudul său a fost creat pueblo (satul) Treinta y Tres. A fost numit după cei treizeci și trei de patrioți onorați care au luptat pentru și au asigurat Independența vechii Provincia Oriental, care a devenit Uruguay. Un serviciu permanent de transport cu căruțe trase de cai între acest pueblo și Montevideo a fost înființat prima dată în 1866.
La 18 septembrie 1884 și prin Legea nr. 1.754, a fost creat departamentul Treinta y Tres din anumite părți ale departamentelor Cerro Largo și Minas (actualul departament Lavalleja).

## Populație și demografie
La recensământul din 2011, departamentul Treinta y Tres avea o populație de 48.134 de locuitori (23.416 bărbați și 24.718 femei) și 21.462 gospodării.
Date demografice pentru Departamentul Treinta y Tres în 2010:
- Rata de creștere a populației: -0.158%
- Rata natalității: 13,80 nașteri/1.000 de persoane
- Rata mortalității: 9,15 de decese/1000 de persoane
- Vârsta medie: 33,7 (32,7 bărbați, 34,6 femei)
- Speranța de viață la naștere:
  - Total populație: 75,97 ani
  - Bărbați: 72,16 ani
  - Femei: 79,90 ani
- Venitul mediu pe gospodărie: 23.122 pesos/lună
- Venit urban pe cap de locuitor: 8.994 pesos/lună